# Emanuel Christ (Architekt)

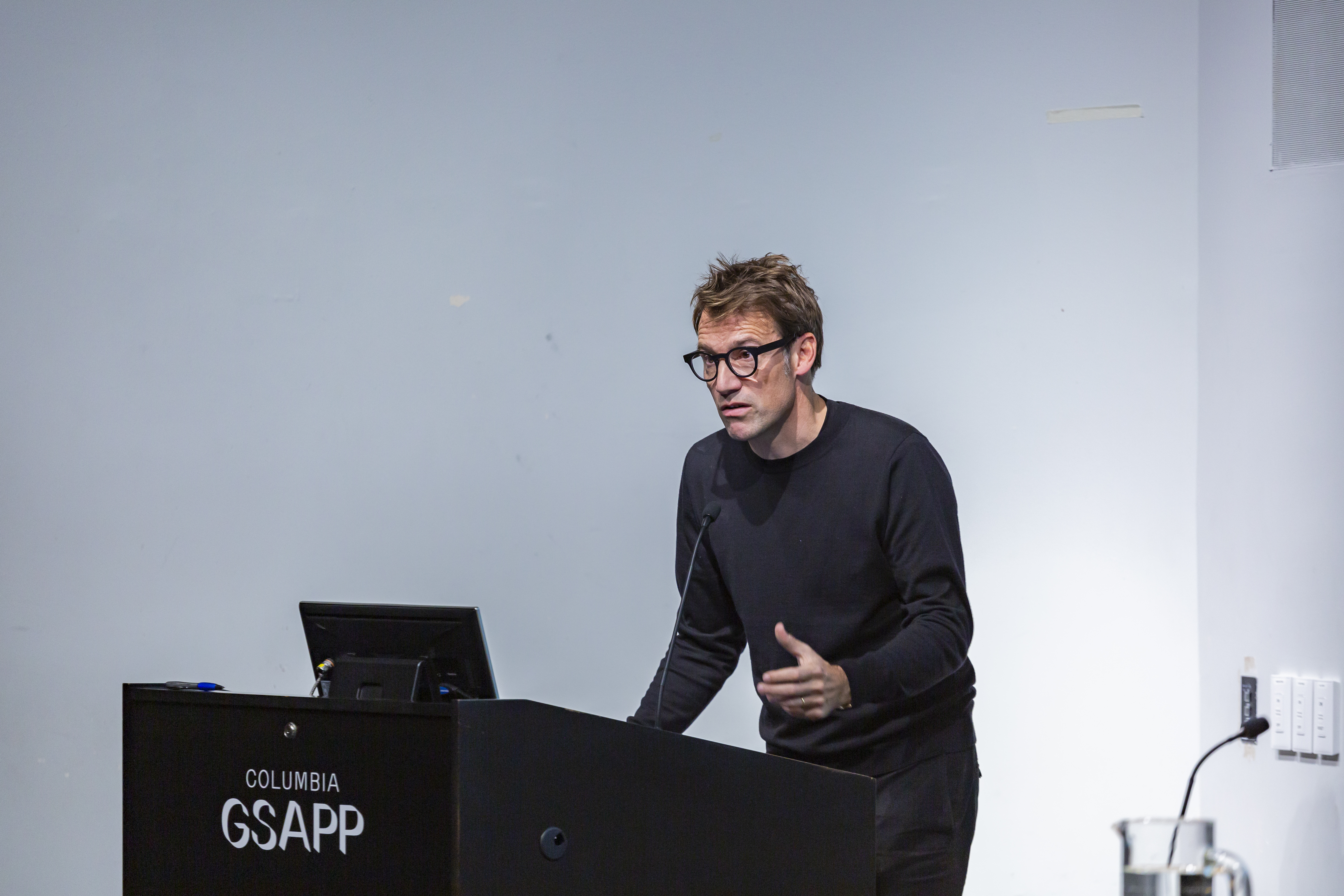
Emanuel Christ an der Columbia University in New York

Emanuel Christ (* 1970 in Basel) ist ein Schweizer Architekt und Gründungspartner von Christ & Gantenbein. Seit 2018 lehrt er als ordentlicher Professor für Architektur und Entwurf am Departement Architektur der ETH Zürich.

## Leben und Werk
Christ studierte Architektur an der Eidgenössischen Technischen Hochschule Zürich (ETH), der EPF Lausanne und an der Universität der Künste Berlin. Er schloss sein Studium im Jahre 1998 bei Hans Kollhoff ab. Danach gründete er, im gleichen Jahr, mit dem St. Galler Architekten Christoph Gantenbein das Architekturbüro Christ & Gantenbein in Basel. In den Jahren 2002/2003 hatte Christ einen Lehrauftrag an der Hochschule für Gestaltung und Kunst. Er arbeitete von 2000 bis 2005 als Oberassistent im Basler ETH Studio, bei den Architekten Roger Diener, Jacques Herzog, Pierre de Meuron und Marcel Meili. Von 2005 bis 2009 war er Gastprofessor in verschiedenen Institutionen. Zwischen 2015 und 2017 war Christ Gastprofessor an der Harvard Graduate School of Design (GSD) und ab 2018 Professor an der ETH Zürich. 2021 und 2022 war er erneut Design Critic in Architecture an der GSD.
Emanuel Christ ist regelmässig an Ausstellungen beteiligt. Im Jahr 2021 war er Ko-Kurator des ersten nationalen Pavillons Usbekistans auf der Biennale von Venedig. Er ist Mitherausgeber und Mitautor mehrerer Bücher, wie der Typologie-Reihe, hat an zahlreichen Publikationen und Aufsätzen mitgewirkt und erhielt Auszeichnungen wie etwa Architect of the Year oder Best Architects. Er ist Mitglied des Schweizerischen Ingenieur- und Architektenvereins (SIA) und des Bundes der Schweizer Architektinnen und Architekten (FSA/BSA). 2019 war er Vorsteher des Instituts für Entwurf und Architektur IEA an der ETH Zürich.
Zu den Bauten seines Büros gehören die Renovierung und Erweiterung des Landesmuseums Zürich oder des Kunstmuseums in Basel. Christ ist regelmässig als Jury-Mitglied bei Architekturwettbewerben tätig.
Christ ist verheiratet und Vater von drei Kindern, er lebt in Basel.

## Vorträge (Auswahl)
- 2021: Kenzo Tange Lecture: Christ & Gantenbein and OFFICE Kersten Geers David Van Severen. Harvard University Graduate School of Design, 20. Oktober 2021.[13]
- 2019: Current Work. Cooper Union, The Architectural League,  New York, 19. November 2019.[14]
- 2019: Ideal Architecture. Columbia Graduate School of Architecture, Planning and Preservation, New York, 18. November 2019.[15]
- 2017: Christ & Gantenbein. Guggenheim Museum, Glenstone Roundtable, New York, 17. November 17 2017.[16]
- 2016: Christ & Gantenbein. Royal Academy, London, 14. November 14 2016.[17]
- 2015: The Sustainability of Form. Harvard University Graduate School of Design. 28. Oktober 2015.[18]

## Publikationen (Auswahl)
- Seven Questions. In: Seven Questions. Ruby Press, 2022. ISBN 978-3-944074-44-3.
- Speaking to Everyone. In: A+u. Nr. 614, 1. November, 2021.
- mit Christoph Gantenbein: Zwei Dekaden. In: Zeitschrift für Schweizerische Archäologie und Kunstgeschichte. Heft 2+3, 2021, S. 107–114.
- mit Victoria Easton, Christoph Gantenbein: Mahalla – The Survey. Humboldt Books, Mailand 2021, ISBN 979-12-80336-03-3.
- Ideal State. In: Rudolf Maeglin. Christoph Merian Verlag, Basel 2021. ISBN 978-3-85616-941-1.
- Double Identity. In: The Art Space. Harvard University Graduate School of Design, Cambridge 2017, ISBN 978-1-934510-61-2.
- mit Christoph Gantenbein: Ein Haus für die Kunst. In: Kunstmuseum Basel, Neubau. Hatje Cantz Verlag, Berlin 2016, ISBN 978-3-7757-4090-6.
- mit Victoria Easton, Christoph Gantenbein, Cloé Gattigo: Typology. Paris, Delhi, São Paulo, Athens. Park Books, Zürich 2015, ISBN 978-3-906027-63-0.
- Markus Breitschmid, Victoria Easton: Around the Corner. The Architecture of Christ & Gantenbein. Hatje Cantz Verlag, Ostfildern 2012, ISBN 978-3-7757-3381-6.
- mit Victoria Easton, Christoph Gantenbein: Typology. Hong Kong, Rome, New York, Buenos Aires. Park Books, Zürich 2012, ISBN 978-3-906027-01-2.
- mit Christoph Gantenbein: Review N° I Pictures from Italy. Park Books, Zürich 2011, ISBN 978-3-906027-00-5.
- mit Christoph Gantenbein: Hong Kong Typology. gta Verlag, Zürich 2010, ISBN 978-3-85676-287-2.